# Ljusne
Ljusne ist ein Ort (tätort) in der schwedischen Provinz Gävleborgs län, in der historischen Provinz (landskap) Hälsingland.

## Lage und Verkehr
Ljusne gehört zur Gemeinde Söderhamn und innerhalb dieser seit 1. Januar 2016 zum Distrikt Ljusne. Der Ort ist mit über 1900 Einwohnern (2015) die zweitgrößte Ortschaft der Gemeinde. Er liegt etwa 60 km Luftlinie nördlich der Provinzhauptstadt Gävle und gut 10 km südöstlich von Söderhamn.
Ljusne befindet sich überwiegend am linken Ufer des Flusses Ljusnan bei seiner Mündung in die Bottensee. Die Stromschnellen des Flusses wenig oberhalb der Mündung werden zur Elektroenergieerzeugung genutzt: Unmittelbar beim Ort wurde 1976 das Wasserkraftwerk Ljusnefors errichtet, etwa zwei Kilometer westlich (flussaufwärts) bereits 1945 (rekonstruiert 1986) das Wasserkraftwerk Ljusne Strömmar; beide werden von der heute von Fortun kontrollierten Ljusnans Kraft AB betrieben.
Der Ort liegt an der sekundären, der Küste folgenden Provinzstraße X 583, die dem früheren Verlauf der Europastraße 4 entspricht. Die neue, auf diesem Abschnitt in den 1990er-Jahren als Schnellstraße gebaute neue Trasse der Europastraße 4 verläuft etwa 5 km westlich.
Ljusne besitzt einen Bahnhof (heute ohne Personenverkehr) bei Kilometer 182 der Ostküstenbahn (Ostkustbanan), die Stockholm mit Sundsvall verbindet. Der Bahnhof befindet sich an einem 1997 eröffneten Neubauabschnitt. Unmittelbar südlich zweigt die ursprüngliche, auf diesem Abschnitt 1923 und durchgehend 1926 eröffnete Strecke ab. Diese wird auf dem Abschnitt Åänge–Söderhamn (Åänge heißt der westlichste Teil von Ljusne) nur noch für den Güterverkehr bis ins benachbarte Sandarne genutzt und ist im weiteren Verlauf außer Betrieb oder abgebaut.

## Geschichte
Der 1540 erstmals als Lussne urkundlich erwähnte Ort entwickelte sich beginnend mit der Eröffnung des Eisenwerkes Ljusneverken 1671 zu einem bedeutenden Wirtschaftsstandort der Region. In Folge entstanden überwiegend Betriebe der holzverarbeitenden Industrie, die von Unternehmen wie der Bergvik och Ala AB, der Ljusne-Woxna AB und der Ströms Bruks AB (nach Übernahme von Ljusne-Woxna als Ströms-Ljusne AB). Bereits im 19. Jahrhundert war Ljusne die bevölkerungsreichste Ortschaft der Gemeinde. Im Zusammenhang mit der Schließung der meisten größeren Betriebe ab den 1980er-Jahren – nach dem Konkurs einer Kettenfabrik 2003 ist heute nur noch ein Sägewerk der Stora Enso in Betrieb – wanderte seither fast die Hälfte der Einwohner ab.
Administrativ gehörte der Ort zunächst zum Kirchspiel Söderala socken, benannt nach dem südwestlich von Söderhamn gelegenen Kirchdorf Söderala, aus dem 1862 die gleichnamige Landgemeinde (landskommun) hervorging. Diese ging 1971 in der Gemeinde Söderhamn auf.

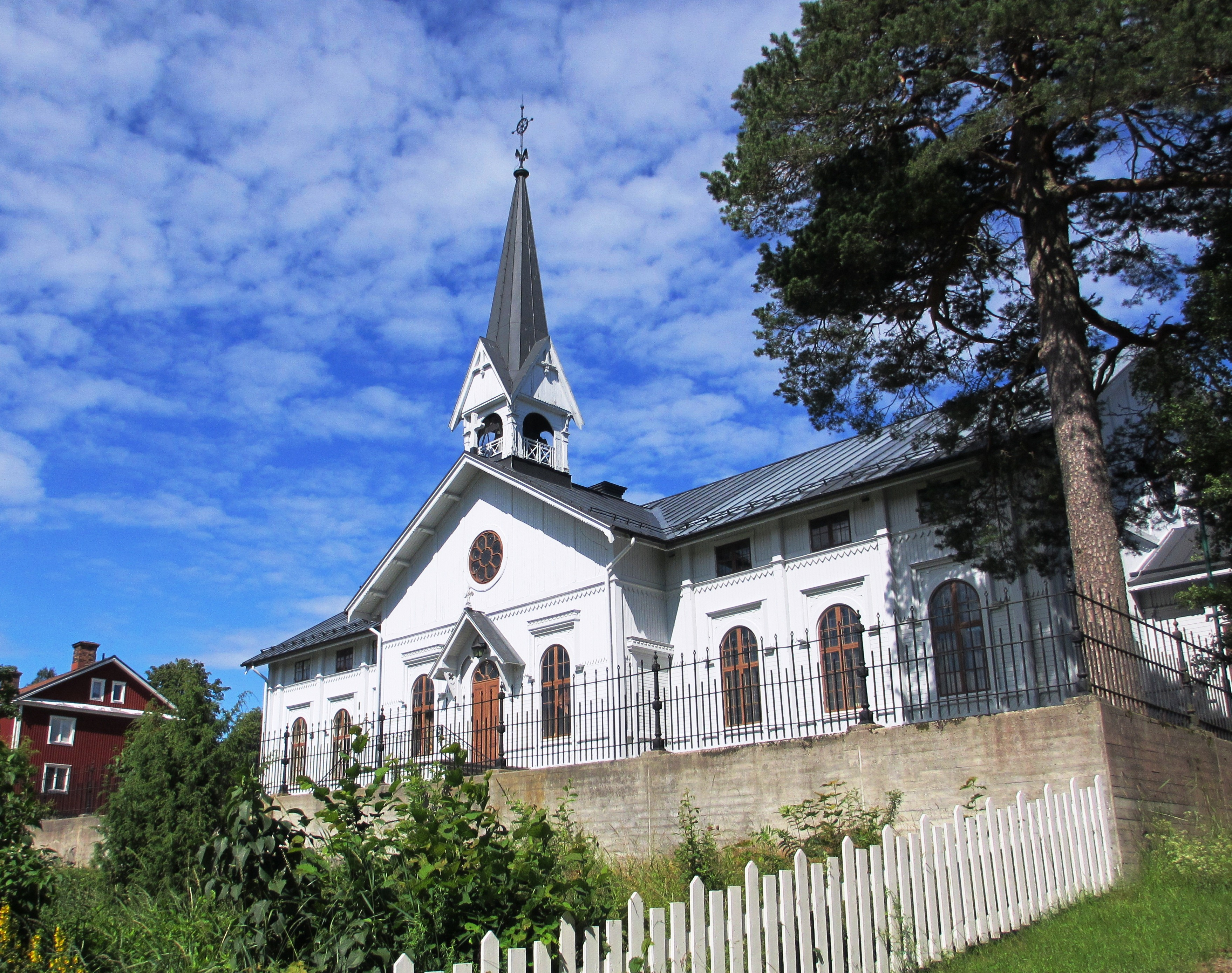
Kirche von Ljusne
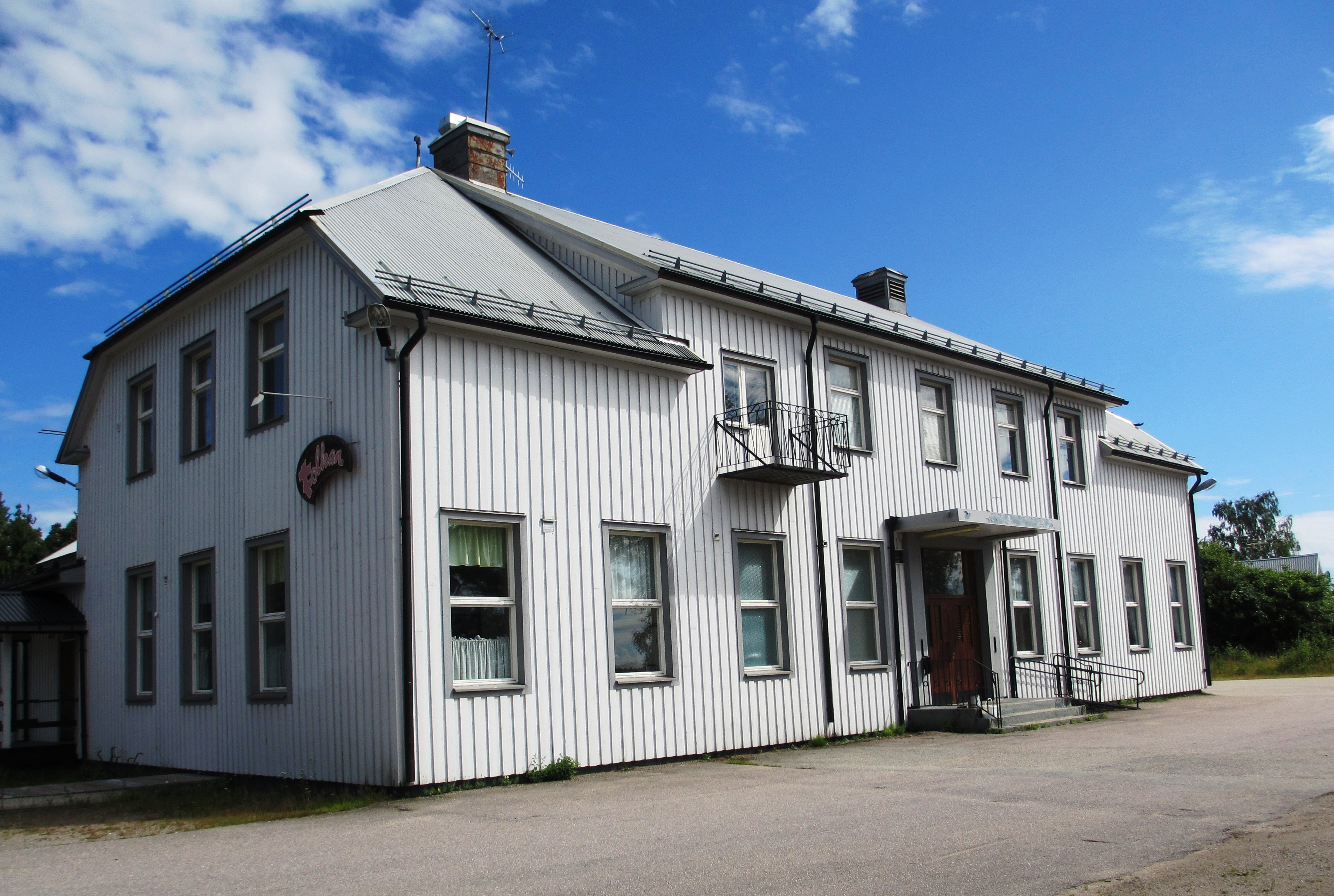
Folkets Hus Ljusne
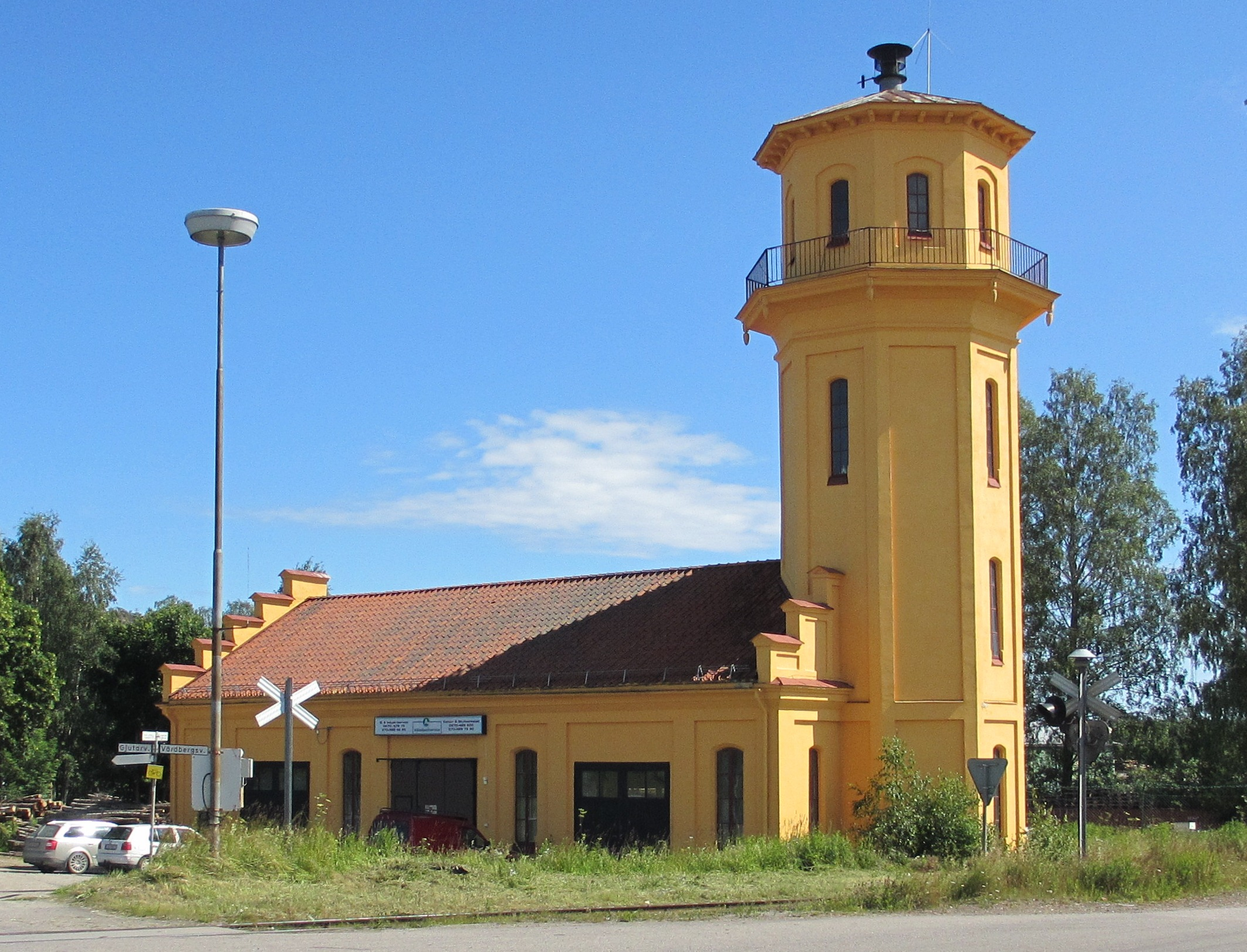
Alte Feuerwache
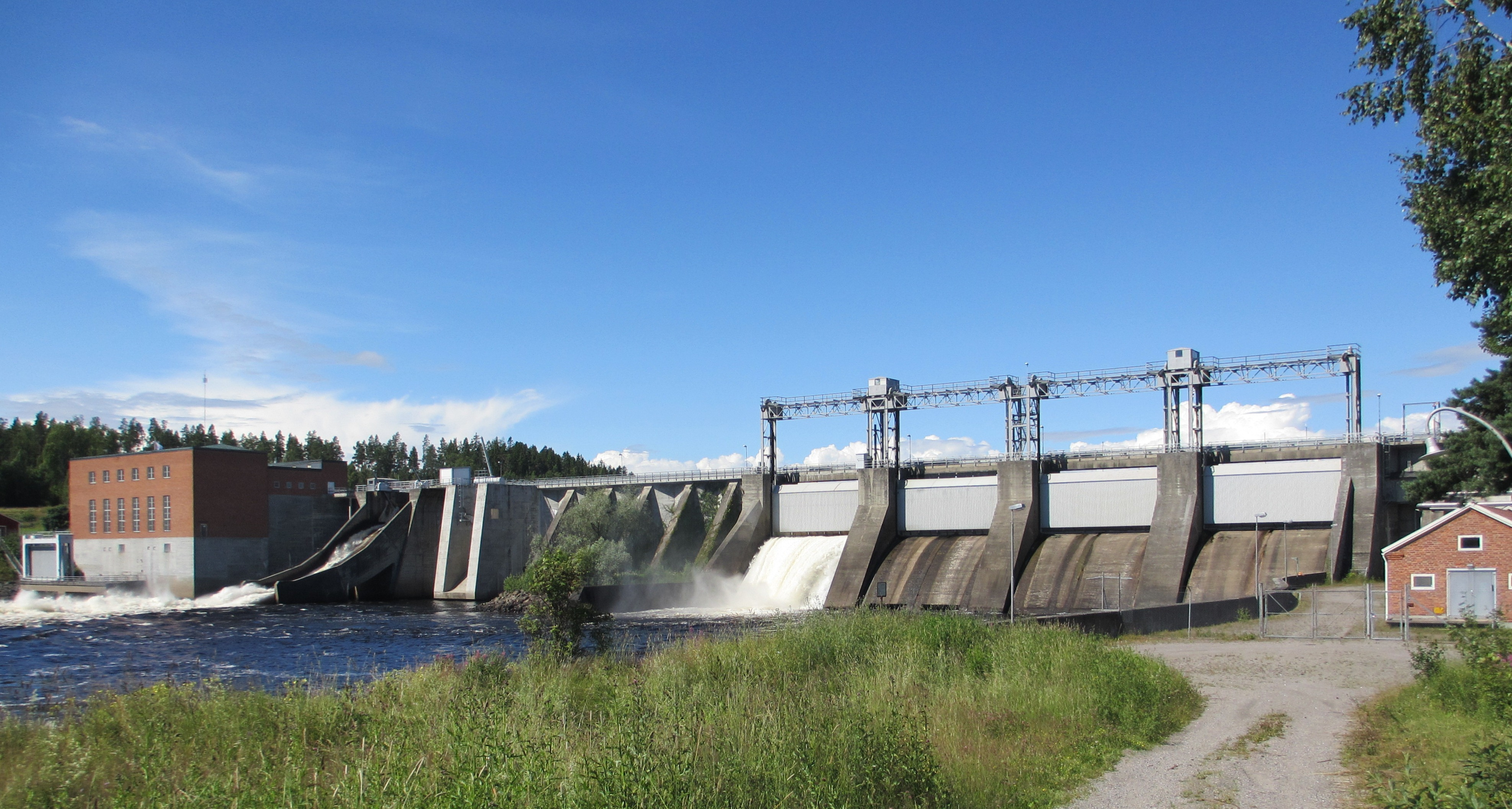
Wasserkraftwerk Ljusne Strömmar

## Sehenswürdigkeiten
Die Kirche von Ljusne entstand 1896 durch Umbau eines älteren Gebäudes, beeinflusst vom Schweizerstil. Seit 1917 ist sie Zentrum einer eigenständigen Kirchengemeinde (församling).

## Sport
In Ljusne ist der vor allem für seine Fußball- und Eishockeyabteilungen bekannte Verein Ljusne AIK ansässig. Die Fußballer spielte in den 1930er- bis 1950er-Jahren wiederholt in der damals zweithöchsten schwedischen Spielklasse, der Division 2. 1947 gewannen sie die Norrländska Mästerskapet. Größter Erfolg der ab 1950 an der schwedischen Meisterschaft teilnehmenden Eishockeymannschaft war der Aufstieg in die Division 1, in dieser Zeit ebenfalls zweithöchste Spielklasse, für die Saison 1976/1977.

## Söhne und Töchter des Ortes
- Torbjörn Jonsson (1936–2018), Fußballspieler